# Campionato rumeno di calcio a 5
Il campionato rumeno di calcio a 5 è un insieme di tornei di calcio a 5, nazionali e regionali, organizzati dalla Federazione calcistica della Romania.

## Storia
Il massimo campionato nazionale, denominato Liga 1, viene disputato dal 2002, anno in cui venne realizzata una fase finale a 12 formazioni a Odorheiu Secuiesc. City'us TM, CIP Deva e Székelyudvarhely sono le formazioni che hanno dominato il torneo nel suo primo decennio. 

## Albo d'oro
- 2002-2003:  Székelyudvarhely (1)
- 2003-2004:  Bodu Bucarest (1)
- 2004-2005:  Székelyudvarhely (2)
- 2005-2006:  CIP Deva (1)
- 2006-2007:  CIP Deva (2)
- 2007-2008:  Székelyudvarhely (3)
- 2008-2009:  CIP Deva (3)
- 2009-2010:  City'us TM (1)
- 2010-2011:  City'us TM (2)
- 2011-2012:  City'us TM (3)

- 2012-2013:  City'us TM (4)
- 2013-2014:  Autobergamo Deva (1)
- 2014-2015:  City'us TM (5)
- 2015-2016:  City'us TM (6)
- 2016-2017:  Autobergamo Deva (2)
- 2017-2018:  Informatica Timișoara (1)
- 2018-2019:  Imperial Wet (1)
- 2019-2020: non assegnato
- 2020-2021:  Imperial Wet (2)
- 2021-2022:  United Galați (1)

- 2022-2023:  United Galați (2)
- 2023-2024:  United Galați (3)

## Supercoppa
| Edizione  | Vincitore             | Finalista        | Risultato |
| --------- | --------------------- | ---------------- | --------- |
| 2009-2010 | CIP Deva              | City'us TM       | 6-4       |
| 2010-2011 | City'us TM            | Focșani          | 14-1      |
| 2014-2015 | Autobergamo Deva      | City'us TM       | 7-4       |
| 2015-2016 | Autobergamo Deva      | City'us TM       | 4-3 (dts) |
| 2016-2017 | Autobergamo Deva      | City'us TM       | 6-1       |
| 2017-2018 | Informatica Timișoara | Autobergamo Deva | 4-3       |
| 2018-2019 | Informatica Timișoara | United Galați    | 4-3       |
| 2019-2020 | Imperial Wet          | Dunărea Călăraşi | 5-1       |
| 2020-2021 | United Galați         | Székelyudvarhely | 6-2       |
| 2022-2023 | United Galați         | Autobergamo Deva | 5-4       |